# Hoplophoneus
Genre
Hoplophoneus est un genre fossile de carnivores de la famille éteinte des Nimravidae et de la sous-famille des Hoplophoninae. Il a vécu en Amérique du Nord de la fin de l'Éocène au début de l'Oligocène, entre environ 38 et 33,3 millions d'années (Ma).

## Historique

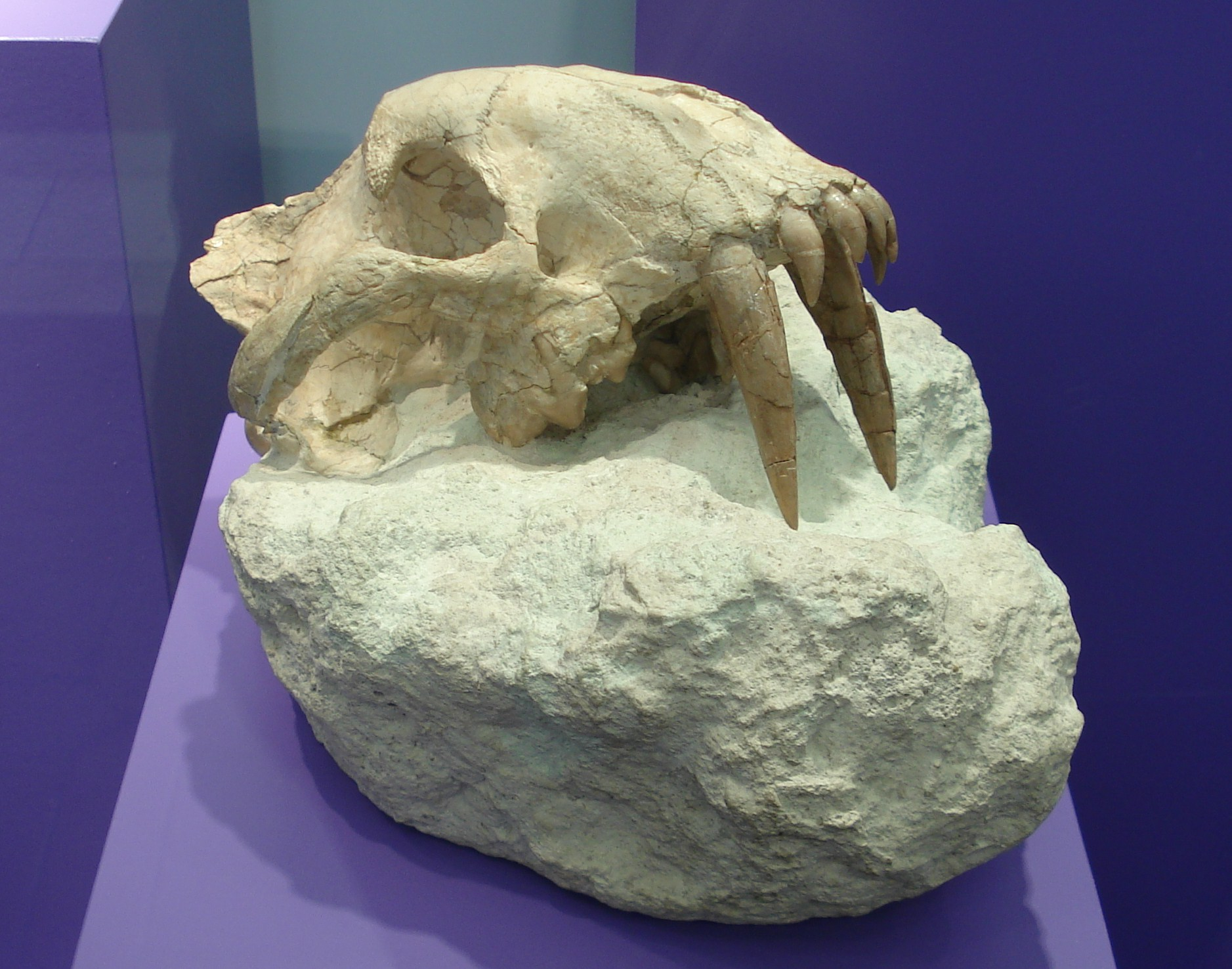
Crâne d’Hoplophoneus primaevus.

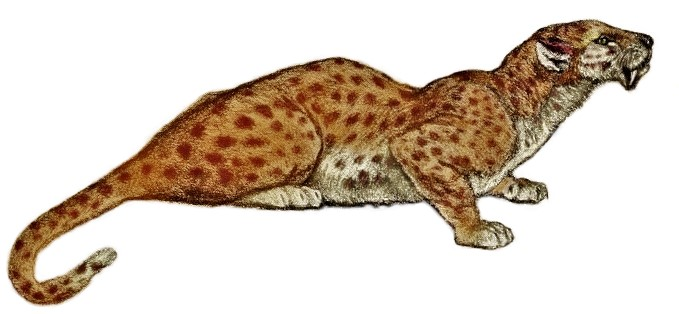
Vue d'artiste d'Hoplophoneus primaevus.

Hoplophoneus a été décrit en 1874 par le paléontologue américain Edward Drinker Cope. Flynn et Galiano (1982) l'assignèrent à la sous-famille des Hoplophoninae ; Bryant (1991) l'assigna à celle des Nimravinae. Cope (1874), Simpson (1941), Hough (1949) et Martin (1998) l'ont rattaché à la famille des Nimravidae,,.

## Description
Hoplophoneus avait l’apparence d'un félin, mais n’en était pas un. La structure des petits os de l’oreille interne est différente. Les « vrais » félins présentent une structure externe, nommée bulle tympanique, séparée par un septum tympanique muni de deux chambres. Les Nimravidae ne montrent aucune trace de cette bulle tympanique. Ils possédaient une bulle cartilagineuse et montrent la présence d'une bulle ossifiée dépourvue de septum. Ils possédaient également une bride sur le devant de la mandibule, mais pas aussi proéminente que celle de Thylacosmilus, laquelle se projetait le long de la canine.
Hoplophoneus était conçu comme le vrai félin Smilodon, incluant les dents de sabre, mais il était à peu près de la taille d'un petit léopard. Il avait un corps robuste, avec des pattes plus courtes. Le plus grand spécimen connu fut examiné par Sorkin en 2008 pour estimer sa masse corporelle ; le résultat fut de 160 kg.

## Liste des espèces
Selon Paleobiology Database (7 juin 2012) :
- Crâne d'Hoplophoneus primaevus. Musée national d'Écosse, Édimbourg, Royaume-Uni.† Hoplophoneus dakotensis ;
- † Hoplophoneus kurteni ;

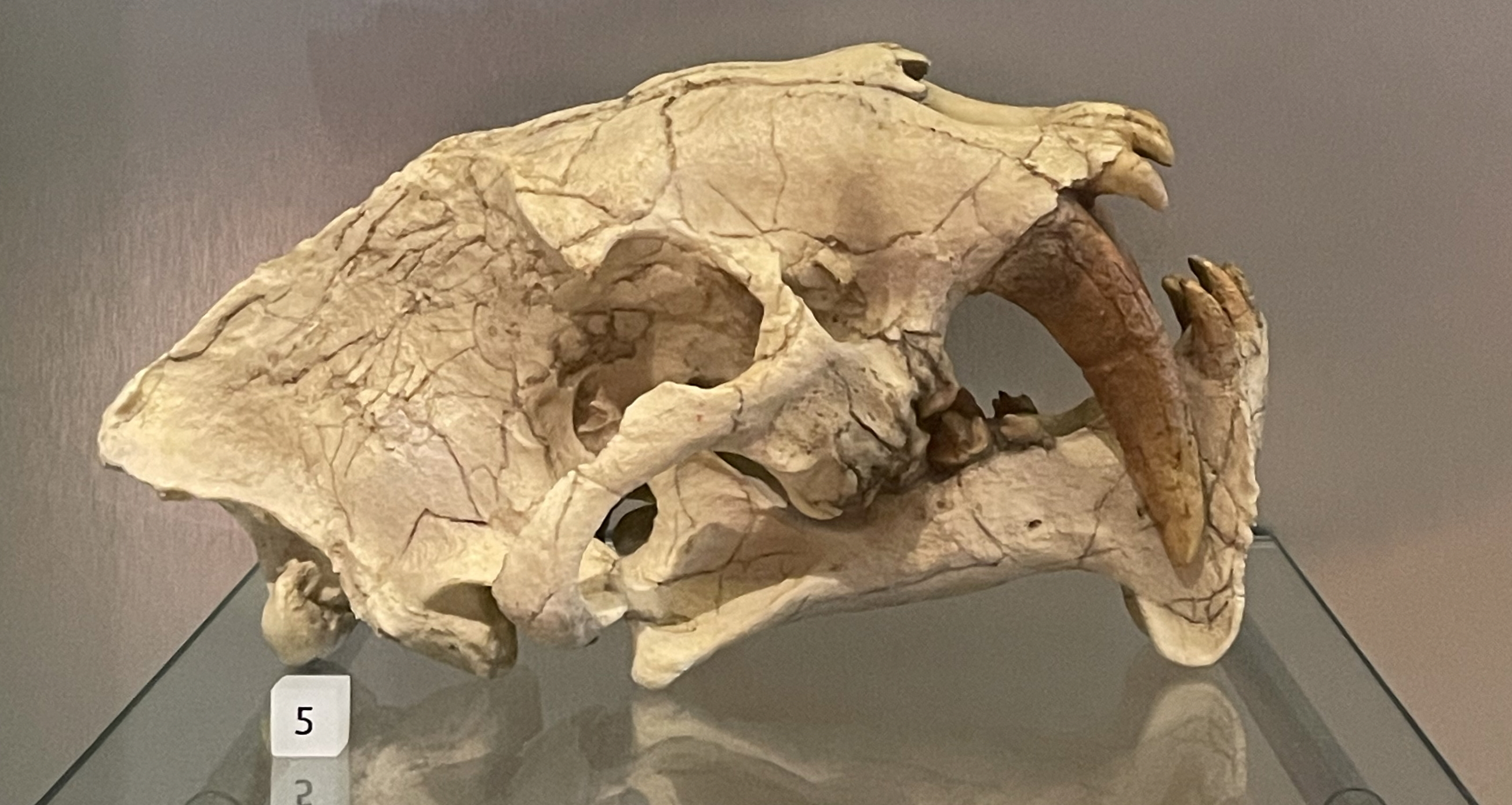
Crâne dHoplophoneus primaevus. Musée national d'Écosse, Édimbourg, Royaume-Uni.

- † Hoplophoneus mentalis (syn. H. oharrai) ;
- † Hoplophoneus occidentalis (syn. Dinotomius atrox) ;
- † Hoplophoneus primaevus (syn. H. insolens, H. latidens, H. marshi, H. molossus, H. robustus, Machaerodus oreodontis) ;
- † Hoplophoneus sicarius (Sinclair & Jepsen, 1927).